# خيطبيات
الخيطبيات (الاسم العلمي: Hyphomicrobiaceae) هي فصيلة من البكتيريا تتبع رتبة المستجذريات من طائفة متقلبات ألفا.

## أجناس
- الخيطبية
- التوربية
- الوردانية
  - وردانية أودايبورية
  - وردانية فان نيلية